# Diplophryxus gargantua
Diplophryxus gargantua is een pissebeddensoort uit de familie van de Bopyridae. De wetenschappelijke naam van de soort is voor het eerst geldig gepubliceerd in 2012 door Boyko.